# Friedrich Christoph von Hammerstein

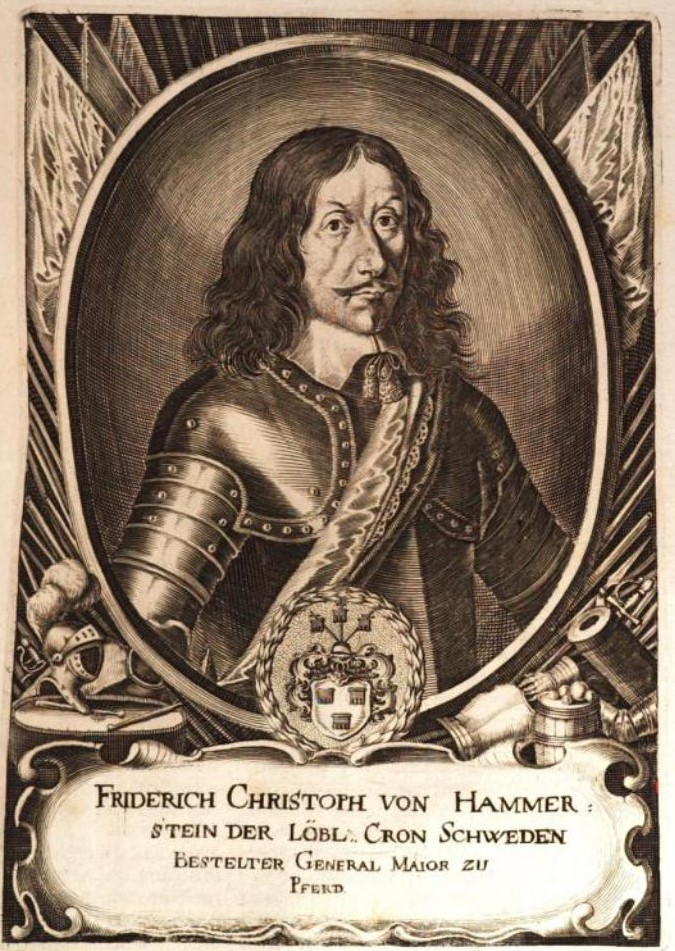
Friedrich Christoph von Hammerstein (M. Merian, Theatrum Europaeum)

Friedrich Christoph von Hammerstein (* 15. September 1608 auf Schloss Böckelheim in der Pfalz; † 12. Oktober 1685 auf Gut Oelentrup (bei Dörentrup)) war schwedischer Generalwachtmeister und braunschweig-lüneburgischer General.

## Leben
Friedrich Christoph von Hammersteins Vater war kurfürstlicher Amtmann auf Schloss Böckelheim und starb früh. Friedrich Christoph schloss sich dem Zug des protestantischen Feldherren Peter Ernst II. von Mansfeld zu Gábor Bethlen an. Als Pikenier trat er in das in Holland geworbene Regiment und kam mit diesem 1629 nach Stockholm und 1630 nach Deutschland, wo er nun am Dreißigjährigen Krieg teilnahm. Er tat sich 1642 und 1643 bei der Verteidigung von Olmütz und 1646 mit der Wegnahme der Brücke bei Donauwörth hervor.
1657 übernahm er den Oberbefehl der Truppen Braunschweig-Lüneburgs und 1659 die Stelle eines General-Wachtmeisters der Cavellerie für die Truppen der Allianz. 1663 zog er sich vom Dienst zurück auf das vom Grafen von Lippe verpfändete Gut Oelentrup.